# Wapen van Waarde

Wapen van Waarde

Het wapen van Waarde werd op 21 februari 1950 verleend bij koninklijk besluit aan de Zeeuwse gemeente Waarde. Per 1970 ging Waarde op in de gemeente Reimerswaal. Het wapen van Waarde is daardoor definitief komen te vervallen als gemeentewapen.

## Blazoenering
De blazoenering van het wapen luidde als volgt:
Gedeeld; I in sabel met twee golvende, versmalde dwarsbalken, beneden vergezeld van een ruit, alles van zilver; II in goud drie leliën van sinopel, geplaatst 2;1. Het schild gedekt door een gouden kroon van drie bladeren en twee paarlen.
De heraldische kleuren zijn sabel (zwart), zilver (wit), goud (goud of geel) en sinopel (groen). Het schild wordt gedekt met een gravenkroon.

## Verklaring
Het wapen is een combinatie van het per 1819 bevestigde heerlijkheidswapen van heerlijkheid Waarden en van de in 1816 toegevoegde gemeente Valkenisse. Overigens voerde de gemeente tot 1950 een variant op het heerlijkheidswapen waarbij een malie (een open ruit) werd afgebeeld in plaats van een ruit.

## Vergelijkbare wapens

Wapen van de heerlijkheid Waarden
Wapen van Valkenisse